# Ambloy
Ambloy ist eine französische Gemeinde mit 187 Einwohnern (Stand: 1. Januar 2022) im Département Loir-et-Cher in der Region Centre-Val de Loire. Sie gehört zum Arrondissement Vendôme und zum Kanton Montoire-sur-le-Loir. Die Einwohner werden Ambloyens genannt.

## Geografie
Die Gemeinde Ambloy liegt zwölf Kilometer südwestlich von Vendôme und etwa 37 Kilometer westnordwestlich von Blois am Flüsschen Fontaine de Sasnières. Umgeben wird Ambloy von den Nachbargemeinden Villiersfaux im Norden und Nordosten, Huisseau-en-Beauce im Nordosten und Osten, Saint-Amand-Longpré im Osten und Süden, Prunay-Cassereau im Südwesten und Westen sowie Houssay im Westen und Nordwesten.

## Einwohnerentwicklung
| Jahr                       | 1962 | 1968 | 1975 | 1982 | 1990 | 1999 | 2006 | 2014 | 2022 |
| -------------------------- | ---- | ---- | ---- | ---- | ---- | ---- | ---- | ---- | ---- |
| Einwohner                  | 258  | 212  | 185  | 182  | 166  | 155  | 154  | 182  | 187  |
| Quellen: Cassini und INSEE |      |      |      |      |      |      |      |      |      |

## Sehenswürdigkeiten
- Kirche Saint-Martin, Monument historique
- Schloss Ambloy aus dem 18. Jahrhundert

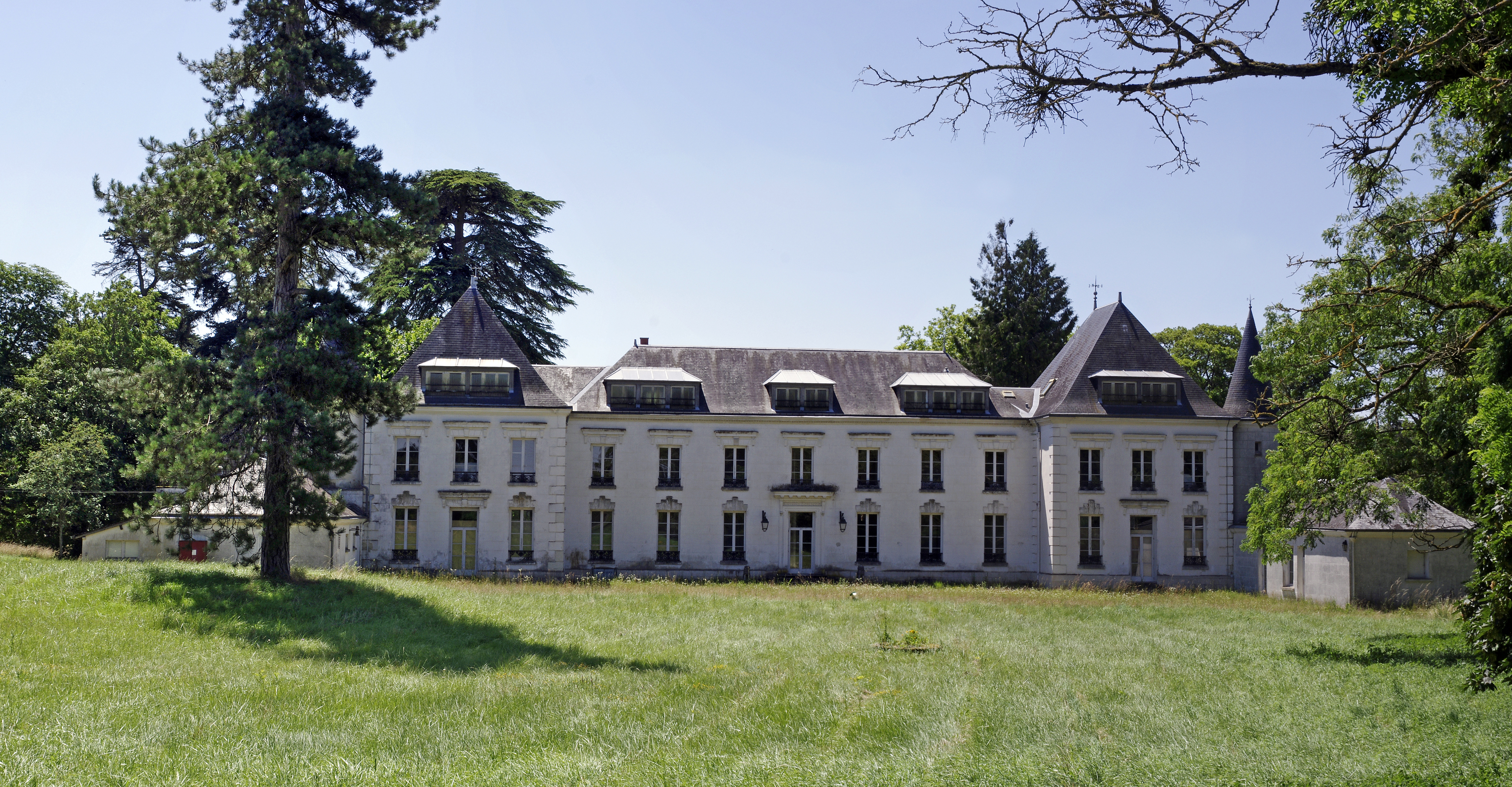
Schloss Ambloy